# Dinandougou
Dinandougou es una comuna o municipio del círculo de Koulikoro de la región de Kulikoró, en Malí. En abril de 2009 tenía una población censada de 21 360 habitantes.
Se encuentra ubicada al oeste del país , muy cerca del río Níger y de la capital nacional, Bamako.